# Лю Ши
Лю Ши (кит.: 劉奭; 75—33 до н. е.) — 10-й імператор династії Хань у 49—33 роках до н. е. Храмове ім'я Юань-ді.

## Життєпис
Народився у 75 році до н. е. в родині імператора Сюань-ді та імператриці Сюй. Замолоду був у центрі палацових інтриг. Постійно точилася боротьба за прихильність імператора, щоб отримати визнання як спадкоємця. Спочатку родина Хо намагалася відсторонити Лю Ши, а згодом інші групи боролися проти нього. Втім зрештою Сюань-ді затвердив Лю Ши як спадкоємця трону.
Після смерті свого батько у 49 році до н. е. Лю Ши став імператором Китаю під ім'ям юань-ді. З перших років свого правління став піклуватися про скорочення державних витрат з метою зниження податків та поліпшення добробуту населення. Він продовжував лінію свого батька. Юань-ді суворо стежив, щоб на чиновницькі посади приходили конфуціанці відповідно до системи іспитів.
Разом з тим в уряді сформувалися дві партії: конфуціанська на чолі із вчителями імператора Сяо, Чжоу, родичем Лю Геншеном, і помічник імператора Цзінь Чаном, й «партія двору» на чолі із імператорським секретарем Хун Гуном та головним євнухом Ши Сянєм. Партії завзято боролися одна з одною, що завдавало великої шкоди функціонуванню уряду.
У 49 році проведено загальну амністію. Почалося скорочення витрат на імператора. До 7 року до н.е. Палату музики спочатку скорочено, а потім ліквідовано. З 343 храмів поклоніння храмів зачинено 200.
У 47 році до н. е. Хун Гун і Ши Сянь зловили Сяо і Чжоу на порушеннях і домоглися їх розжалування в простолюдини, Сяо позбувся посад, а через рік цькування Сяо довели його до самогубства, його оббрехали перед імператором. Однак імператор засудив Хуна і Ши, і поховав Сяо з великими почестями, через рік помер Хун.
У 46 році до н. е. Чжоу був повернутий в адміністрацію, також посаду отримав його учень Чжан Мін, онук мандрівника Чжан Цяня. У 44 році до н. е. високу посаду отримав конфуціанец Гун Юй, який намагався не втручатися в партійну боротьбу.
У 43 році до н. е. серія небесних знамень була витлумачена проти конфуціанців, Чжоу і Чжан знову були зняті з посад, але у 42 році до н. е. головним радником став конфуціанський учений Куан Хен, який зміг встановити злагоду із Ши Сянєм.
У 40 році до н. е. знову стали відбуватися незвичайні знамення, партія двору не змогла переконливо їх витлумачити, імператор переконався, що попередні знамення не були пов'язані з конфуцианцами Чжоу і Чжаном, які повернулися на свої посади до столиці. Однак через деякий час Чжоу помер від удару, а Ши вдалося зацькувати Чжана і примусити до самогубства.
У 37 році до н. е. довіреною особою імператора став конфуціанський учений Цзін Фан, який був також спеціалістом з ворожьби. Цзін Фан став жорстко вимагати контролю призначень вищих чиновників через іспити та став боротися з корупцією.
Потім Ши Сянь звинуватив Цзін Фана у змові з участю брата імператора Лю Ціна. Лю Цін і Цзін Фан були страчені.
Разом з тим Юань-ді продовжував зовнішню політику, спрямовану на остаточне приборкання сюнну. Одна частина держави сюнну, керована шан'юєм Хуханьє, продовжувала залишатися лояльною до імператорського двору, за що отримав у подарунок 5 красивих жінок імперії.
Та частина імперії сюнну, якою керував шан'юй Чжічжі, перебувала в складних відносинах. Чжічжі у свій час залишив сина в заручники при ханьском дворі, і зажадав його повернення назад. Юань-ді, сподіваючись на поліпшення відносин, повернув сина, проте Чжічжі убив посла, якому було наказано не заходити на територію сюнну, а передати сина на кордоні.
Імператор спорядив армію. У цей час Чжічжі вів затяжну війну проти царства Усунь і переніс столицю до Семиріччі. Ханьських армія змогла зайняти столицю сюнну, Чжічжі було вбито. Становище імперії у Середній Азії значно зміцнилося.
Проведено у 31 році загальну амністію. Помер Юань-ді у 33 році до н. е., зробивши спадкоємцем свого сина Лю Ао.